# Koledzice
Koledzice, Kolędycze, Koledice, Koledyce (w Annales Bertiniani: Colodici, w listach Ottona II, z 973 Coledizi (pagus) i Cholidici, z 975 Colidiki, u Thietmara w 1015 Colidici (locus)) – średniowieczne plemię serbskie (Sorabos qui Colodici) zamieszkujące dorzecze rzeki Soławy, dopływu Łaby (według Łowmiańskiego ich granice sięgały aż po dolną Elsterę na południu, na północ po dolną Salę, Łabę i dolną Muldę oraz po Niemberg na wschodzie ).
Sąsiadowało z innymi plemionami słowiańskimi: Chudzicy, Nieletycy, Nudzice, Żyrmunty, Żytyce (przy czym cztery ostatnie miały według Łowmiańskiego wyodrębnić się właśnie z Koledyców). Roczniki bertyńskie (Annales Bertiniani) podają, że Colodici w 839 r. zostali najechani przez Sasów, którzy zdobyli główny gród plemienny (urbs) nazwany w źródle Kesigesburch (obecnie Cösitz, dzielnica Zörbig nad rzeką Fuhne) i jedenaście  gródków (castella), zginął także książę Kolediców Ciemysł (Cimusclus), na jego miejsce wiec wybrał nowego. 
Wszystkie te plemiona w X wieku znalazły się pod wpływami niemieckimi. Nie zawsze stosunki z państwem niemieckim układały się właściwie, rejon był bardzo niespokojny i ostatecznie plemiona te i ich tereny zostały wchłonięte przez cesarstwo niemieckie.